# Етенем
Етенем (фр. Etinehem) насеље је и општина у североисточној Француској у региону Пикардија, у департману Сома која припада префектури Перон.
По подацима из 2011. године у општини је живело 366 становника, а густина насељености је износила 33,03 становника/km². Општина се простире на површини од 11,08 km². Налази се на средњој надморској висини од 55 метара (максималној 103 m, а минималној 32 m).

## Демографија
| 1962. | 1968. | 1975. | 1982. | 1990. | 1999. | 2011. |
| ----- | ----- | ----- | ----- | ----- | ----- | ----- |
| 253   | 284   | 289   | 278   | 279   | 279   | 366   |

График промене броја становника у току последњих година